# سینث‌ویو
سینث وِیو، (به انگلیسی: Synthwave) که با نام‌های رترووِیو یا اوتران نیز شناخته می‌شود٬ یک سبک موسیقی است که در اواسط دهه ۲۰۰۰ میلادی و تحت تأثیر موسیقی متن فیلم‌های دهه ۱۹۸۰ میلادی به وجود آمد.

## سبک
از نظر موسیقایی، سینث‌ویو به شدت از سبک موج نو و موسیقی متن بسیاری از فیلم‌ها، بازی‌های ویدئویی، کارتون‌ها و برنامه‌های تلویزیونی دهه ۱۹۸۰ میلادی الهام گرفته‌است. از میان هنرمندانی که بارها به تأثیر آثار آن‌ها بر این سبک اشاره شده‌است، می‌توان از جان کارپنتر و تنجرین دریم نام برد. آثار این سبک به‌طور عمده بدون خواننده بوده و بیشتر عناصر صوتی متعلق به دهه ۱۹۸۰ مانند درام الکترونیک، پیچش صدای مقطع و صداهای اصلی و باس‌های تولید شده با استفاده از سینث سایزر آنالوگ را برای شباهت بیشتر به قطعات متعلق به دهه ۱۹۸۰ شامل می‌شود.